# جائزة المكسيك الكبرى 2016
جائزة المكسيك الكبرى 2016 هو سباق فورمولا 1 أقيم في حلبة هيرمانوس رودريغيز، مدينة مكسيكو، المكسيك. كان التاسع عشر من أصل 21 في بطولة العالم لسباقات الفورمولا واحد موسم 2016. حلّ البريطاني لويس هاملتون أولا بينما جاء نيكو روسبيرغ في المركز الثاني وحصل على المركز الثالث الأسترالي دانيل ريكاردو.

## الترتيب النهائي
|         | الترتيب | السائق        | النقاط |
| ------- | ------- | ------------- | ------ |
|         | 1       | نيكو روسبيرغ  | 349    |
|         | 2       | لويس هاملتون  | 330    |
|         | 3       | دانيل ريكاردو | 242    |
|         | 4       | سباستيان فيتل | 187    |
|         | 5       | كيمي رايكونن  | 178    |
| المصدر: |         |               |        |